# Выборы в Законодательное собрание Республики Карелия (2016)
Выборы депутатов Законодательного собрания Республики Карелия шестого созыва состоялись в Республике Карелия 18 сентября 2016 года в единый день голосования, одновременно с выборами в Государственную думу РФ. В новом созыве количество депутатов сократилось с 50 до 36. Выборы проходили по смешанной избирательной системе: 18 депутатов избирались по партийным спискам (пропорциональная система), другие 18 — по одномандатным округам (мажоритарная система). Для попадания в заксобрание по пропорциональной системе партиям необходимо преодолеть 5%-й барьер. Срок полномочий депутатов — пять лет.
На 1 июля 2016 года в республике было зарегистрировано 536 315 избирателей.
По итогам выборов 36 мест распределились: «Единая Россия» — 24, КПРФ — 3, ЛДПР — 3, «Справедливая Россия» — 3, «Яблоко» — 3. На первой сессии избран председателем Элиссан Шандалович («Единая Россия», избран по округу 16). Представителем заксобрания в Совете Федерации избран Игорь Зубарев («Единая Россия») («Единая Россия», избран по списку, первый в региональной группе № 10), его мандат передан Алексею Исаеву («Единая Россия», второй в региональной группе № 10).

## Подготовка
5 октября 2015 года группа депутатов заксобрания из 34 человек внесла законопроект о сокращении числа депутатов с 50 до 36. Инициаторы объясняли это экономией бюджета и повышением эффективности работы парламента. Их поддержал глава республики Александр Худилайнен. 20 октября законопроект был принят (за — 38, против — 9), была изменена 32-я статья Конституции Карелии.
Поскольку смешанную избирательную систему с избранием половины состава по одномандатным округам (мажоритарная система), то их число уменьшилось с 25 до 18. В ноябре 2015 года Центральная избирательная комиссия Карелии разработала новую схему одномандатных округов, а 17 декабря депутаты заксобрания её утвердили. Схема принята на 10 лет.
При разработке схемы общее число избирателей разделили (на 1 июля 2015 года — 540 436 человек) на 18 избирательных округов. Средняя норма представительства на один округ составила 30 024 избирателей. При этом сочли допустимым отклонение в 10 %. В итоге Петрозаводск был поделён на 7 округов вместо прежних 9, а малонаселённые северные районы объединены.

## Участники

### Выборы по партийным спискам
По единому республиканскому округу партии выдвигают списки кандидатов. ЦИК Республики Карелия в 2015 году определила 5 партий, которые могут выставить списки кандидатов без сбора подписей избирателей: Единая Россия, КПРФ, ЛДПР, Справедливая Россия, Яблоко. Остальным партиям для регистрации выдвигаемого списка требуется собрать от 2688 до 2956 подписей (0,5 % от числа избирателей).
Об участии в выборах по единому республиканскому округу заявили 11 партий.
| Единая Россия | Александр Худилайнен • Анна Лопаткина • Лариса Подсадник   | 18 | 57 | зарегистрирован        |
| КПРФ | Евгений Ульянов • Татьяна Богданова • Илья Косенков        | 18 | 25 | зарегистрирован        |
| ЛДПР | Владимир Жириновский • Алексей Орлов                       | 18 | 42 | зарегистрирован        |
| Справедливая Россия | Ирина Петеляева • Виктор Степанов                          | 18 | 52 | зарегистрирован        |
| Яблоко | Эмилия Слабунова • Ольга Залецкая • Наталья Дьячкова       | 18 | 52 | зарегистрирован        |
| Партии, не имеющие льгот при выдвижении, вынужденные собирать подписи для регистрации списка:                                    |                                                            |    |    |                        |
| Гражданская платформа | Алексей Малеванный • Алекандр Лукин • Любовь Зверякина     | 9  | 12 | отказано в регистрации |
| Партия роста | Борис Титов • Елена Гнётова • Алексей Кожушный             | 12 | 15 | отказано в регистрации |
| Патриоты России | Анастасия Демидова • Николай Афанасьев • Александр Ильюков | 18 |    | зарегистрирован        |
| Партия добрых дел, защиты детей, женщин, свободы, природы и пенсионеров                                                          | Панин Артем • Русакова Анна • Александр Киселёв            | 13 | 10 | отказано в регистрации |
| Родина | Николай Тараканов • Андрей Романов • Светлана Карпина      | 14 | 17 | зарегистрирован        |
| Российская партия пенсионеров за справедливость                                                                                  | Лидия Суворова • Сергей Сандаков                           | 11 | 14 | отозван партией        |
| *Территориальная группа соответствует одномандатному округу и должна включать от 1 до 3 кандидатов. Групп может быть от 9 до 18. |                                                            |    |    |                        |
| **Общее число включённых в единый список кандидатов не может превышать 57 человек.                                               |                                                            |    |    |                        |

### Выборы по округам
По 18 одномандатным округам кандидаты выдвигались как партиями, так и путём самовыдвижения. Кандидатам требовалось собрать 3 % подписей от числа избирателей соответствующего одномандатного округа.
| №  | Округ                 | Состав                                                                                                  | Избирателей на 1.01.2016 |
| -- | --------------------- | --- | ------------------------ |
| 1  | Петрозаводский        | частично Петрозаводский городской округ                                                                 | 28 939                   |
| 2  | Петрозаводский        | частично Петрозаводский городской округ                                                                 | 29 283                   |
| 3  | Петрозаводский        | частично Петрозаводский городской округ                                                                 | 30 500                   |
| 4  | Петрозаводский        | частично Петрозаводский городской округ                                                                 | 30 220                   |
| 5  | Петрозаводский        | частично Петрозаводский городской округ                                                                 | 29 983                   |
| 6  | Петрозаводский        | частично Петрозаводский городской округ                                                                 | 29 414                   |
| 7  | Петрозаводский        | частично Петрозаводский городской округ                                                                 | 31 416                   |
| 8  | Северный              | Лоухский район, Кемский район                                                                           | 28 009                   |
| 9  | Северно-Карельский    | Костомукшский городской округ, Калевальский район                                                       | 31669                    |
| 10 | Поморский             | Беломорский район, частично Медвежьегорский район, частично Муезерский район, частично Сегежский район  | 25272                    |
| 11 | Сегежский             | частично Сегежский район                                                                                | 30 543                   |
| 12 | Пудожский             | Пудожский район, частично Медвежьегорский район, частично Сегежский район                               | 25 022                   |
| 13 | Западно-Карельский    | частично Муезерский район, частично Питкярантский район, частично Сортавальский район, Суоярвский район | 33 543                   |
| 14 | Кондопожский          | частично Кондопожский район                                                                             | 28 736                   |
| 15 | Приладожский          | Лахденпохский район, частично Сортавальский район                                                       | 33338                    |
| 16 | Центрально-Карельский | частично Кондопожский район, частично Медвежьегорский район                                             | 24 007                   |
| 17 | Пригородный           | Прионежский район, Пряжинский район                                                                     | 33 324                   |
| 18 | Южно-Карельский       | Олонецкий район, частично Питкярантский район                                                           | 34 641                   |

## Итоги
Число голосов избирателей, принявших участие в голосовании:
- абсолютное — 211937
- в процентах — 39,33 %

### Результаты по спискам
По единому избирательному округу 5-процентный барьер преодолели 5 партий из 7.
| Партия                                | Партия                       | Голоса  | % голосов | Мест по списку | Депутаты из общей части списка                                                      | Депутаты из региональных групп |
| ------------------------------------- | ---------------------------- | ------- | --------- | -------------- | ----------------------------------------------------------------------------------- | --- |
|                                       | Единая Россия                | 70 359  | 33,20 %   | 7              | Александр Худилайнен (отказ) • Анна Лопаткина (избрана в округе) • Лариса Подсадник | Леонид Лиминчук, группа 1, № 1 • Вадим Андронов, группа 9, № 2 • Игорь Зубарев, группа 10, № 1 (избран в Совет Федерации) • Андрей Мазуровский, группа 13, № 2 • Лариса Жданова, группа 16, № 1 • Алексей Рахманов, группа 12, № 2 (мандат от Худилайнена) • Алексей Исаев, группа 10, № 2 (мандат от Зубарева) |
|                                       | ЛДПР                         | 40 069  | 18,91 %   | 3              | Владимир Жириновский (отказ) • Алексей Орлов                                        | Тимур Зорняков, группа 14, № 1 • Евгений Беседный, группа 16, № 1 (мандат от Жириновского) |
|                                       | Справедливая Россия          | 32 931  | 15,54 %   | 3              | Ирина Петеляева • Виктор Степанов                                                   | Александр Федичев, группа 15, № 1 |
|                                       | КПРФ                         | 30 599  | 14,44 %   | 3              | Евгений Ульянов • Татьяна Богданова • Илья Косенков (снят с регистрации)            | Валерий Шоттуев, группа 6, № 1 |
|                                       | Яблоко                       | 20 958  | 9,89 %    | 2              | Эмилия Слабунова • Ольга Залецкая                                                   | |
| Партии, не преодолевшие барьер в 5 %: |                              |         |           |                |                                                                                     | |
|                                       | Патриоты России              | 4 000   | 1,89 %    | 0              |                                                                                     | |
|                                       | Родина                       | 3 841   | 1,81 %    | 0              |                                                                                     | |
| Всего голосов:                        | Всего голосов:               | 211 937 | 100 %     |                |                                                                                     | |
| Недействительных бюллетеней:          | Недействительных бюллетеней: | 9 180   | 4,33 %    |                |                                                                                     | |

### Результаты по округам
| №  | Округ                 | Всего избирателей | Всего проголосовало | Явка    | Избранный депутат               | Партия        | Число голосов | Процент |
| -- | --------------------- | ----------------- | ------------------- | ------- | ------------------------------- | ------------- | ------------- | ------- |
| 1  | Петрозаводский        | 29 323            | 11 906              | 40,60 % | Красулин Виталий Владимирович   | Единая Россия | 4 503         | 37,82 % |
| 2  | Петрозаводский        | 29 847            | 12 933              | 43,33 % | Гуменникова Марина Алексеевна   | Единая Россия | 4 533         | 35,05 % |
| 3  | Петрозаводский        | 30 758            | 13 933              | 45,30 % | Стоцкий Михаил Михайлович       | Единая Россия | 3 801         | 27,28 % |
| 4  | Петрозаводский        | 30 623            | 11 798              | 38,53 % | Ломакин Сергей Иванович         | Единая Россия | 4 033         | 34,18 % |
| 5  | Петрозаводский        | 30 148            | 12 373              | 41,04 % | Бачой Светлана Алексеевна       | Единая Россия | 3 331         | 26,92 % |
| 6  | Петрозаводский        | 30 042            | 12 044              | 40,09 % | Гореликова Галина Анатольевна   | Единая Россия | 3 152         | 26,17 % |
| 7  | Петрозаводский        | 31 965            | 12 945              | 40,50 % | Хейфец Алексей Ильич            | Единая Россия | 3 791         | 29,29 % |
| 8  | Северный              | 27 448            | 10 314              | 37,58 % | Зайков Николай Николаевич       | Единая Россия | 3 000         | 29,09 % |
| 9  | Северно-Карельский    | 31 271            | 12 864              | 41,14 % | Воробьёв Максим Александрович   | Единая Россия | 8 295         | 64,48 % |
| 10 | Поморский             | 24 912            | 8959                | 35,96 % | Кузичева Ирина Викторовна       | Единая Россия | 3 861         | 43,10 % |
| 11 | Сегежский             | 29 684            | 10 423              | 35,11 % | Рогалевич Андрей Сергеевич      | Яблоко        | 2 957         | 28,37 % |
| 12 | Пудожский             | 24 520            | 8882                | 36,22 % | Доценко Олег Михайлович         | Единая Россия | 3 401         | 38,29 % |
| 13 | Западно-Карельский    | 32 950            | 12 312              | 37,37 % | Семёнов Владимир Николаевич     | Единая Россия | 4 461         | 36,23 % |
| 14 | Кондопожский          | 28 976            | 11 225              | 38,74 % | Лопаткина Анна Валерьевна       | Единая Россия | 3 655         | 32,56 % |
| 15 | Приладожский          | 33 282            | 12 564              | 37,75 % | Лебедева Марина Викторовна      | Единая Россия | 4 614         | 36,72 % |
| 16 | Центрально-Карельский | 23 684            | 8978                | 37,91 % | Шандалович Элиссан Владимирович | Единая Россия | 5 124         | 57,07 % |
| 17 | Пригородный           | 33 401            | 12 734              | 38,12 % | Шмаеник Ольга Николаевна        | Единая Россия | 4 624         | 36,31 % |
| 18 | Южно-Карельский       | 34 554            | 13 104              | 37,92 % | Жеребцова Антонина Викторовна   | Единая Россия | 5 328         | 40,66 % |